# Sastrugi

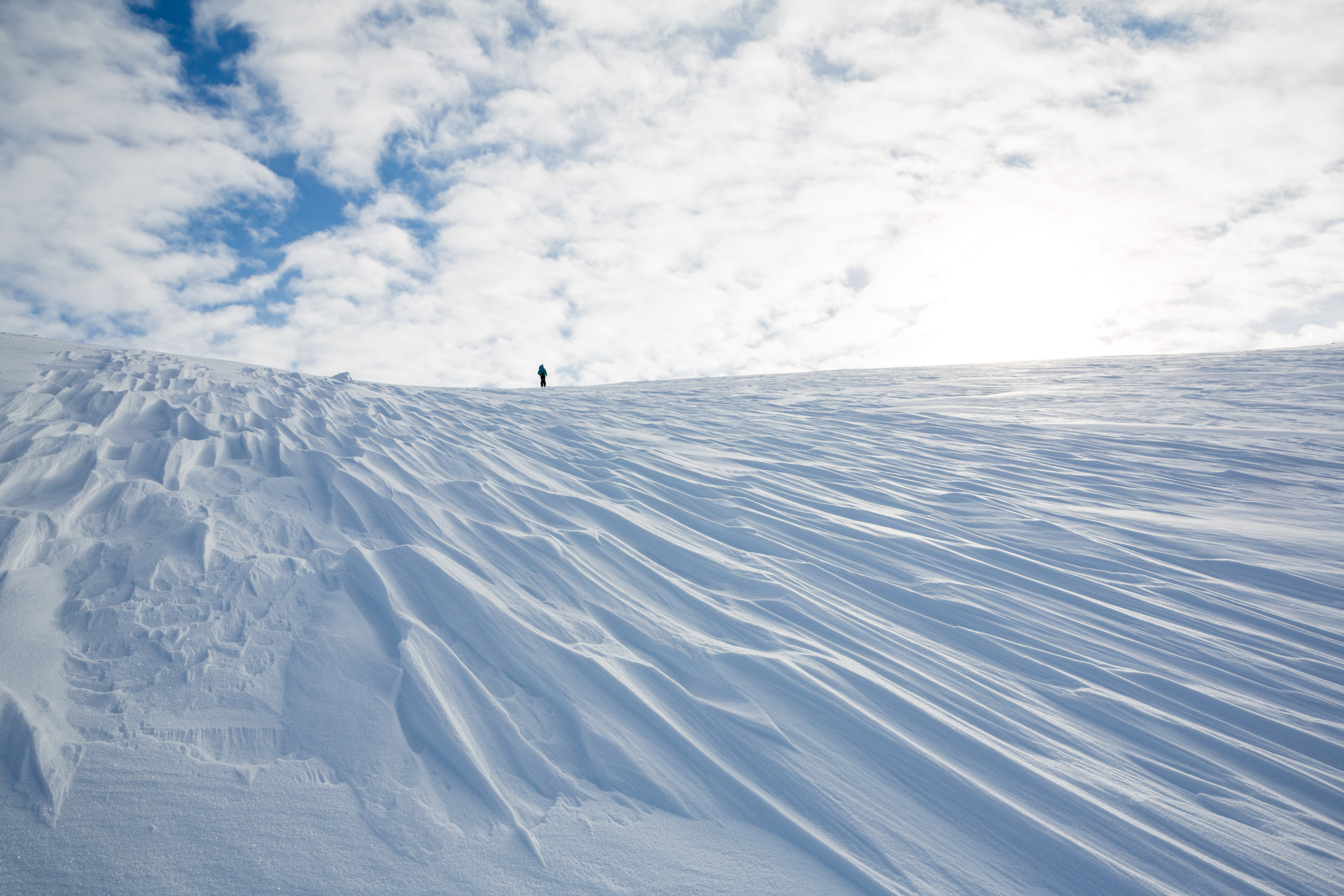
Sastrugi

Sastrugi (auch: Zastrugi) oder Windgangeln
werden stromlinienförmige Erhebungen oder Rillen im Schnee genannt. Sastrugi können bis zu 30 cm hoch werden und kommen vor allem im Gebirge oder in den Polarregionen vor. Sie werden so hart, dass sie die Fortbewegung mit kleinen Schneemobilen oder Skiern behindern können.

## Begriff
Das Wort Sastrugi ist die direkte Entsprechung des russischen заструги (Plural von заструга) und wurde aufgrund verschiedener Transkriptionen und Pluralbildungen in verschiedenen Schreibweisen wie Sastrugus, Sastrugos, Sastruga in verschiedene Sprachen übernommen. Im Deutschen wird meist Sastrugi (als Singular oder Plural) oder Sastrugis (als Plural) verwendet.

## Beschreibung
Trotz einer gewissen optischen Ähnlichkeit mit Wechten entstehen Sastrugi im Gegensatz zu diesen nicht durch Ablagerung, sondern durch windbedingte Abtragung von Schnee. Der Wind fräst das Profil von Windgangeln oder Sastrugi an Stellen mit etwas härterem Schnee aus der vorher höheren Schneedecke heraus. Im Unterschied zu einer Wechte ist die flachere Seite von Sastrugis windabgewandt, also die Leeseite, die steilere die Luv-, also windzugewandte Seite. Für Wintersportler kann dies bei der Beurteilung der Lawinengefahr hilfreich sein: Zwar ist im unmittelbaren Bereich der Sastrugi meist keine akute Lawinengefahr gegeben, sie ermöglichen aber eine Feststellung der aufgetretenen Windstärke und vor allem -richtung. Daraus kann ein erfahrener Wintersportler Schlüsse darüber ziehen, wohin der abgetragene Schnee verfrachtet wurde und womöglich gefährliche Triebschneeansammlungen gebildet hat.
Nach Ferdinand von Wrangel verwendeten die Tschuktschen die Sastrugi, um in der Tundra zu navigieren. Dies bezog sich auf die Zeit vor der Verbreitung von Kompassen um 1800.